# Scàccia

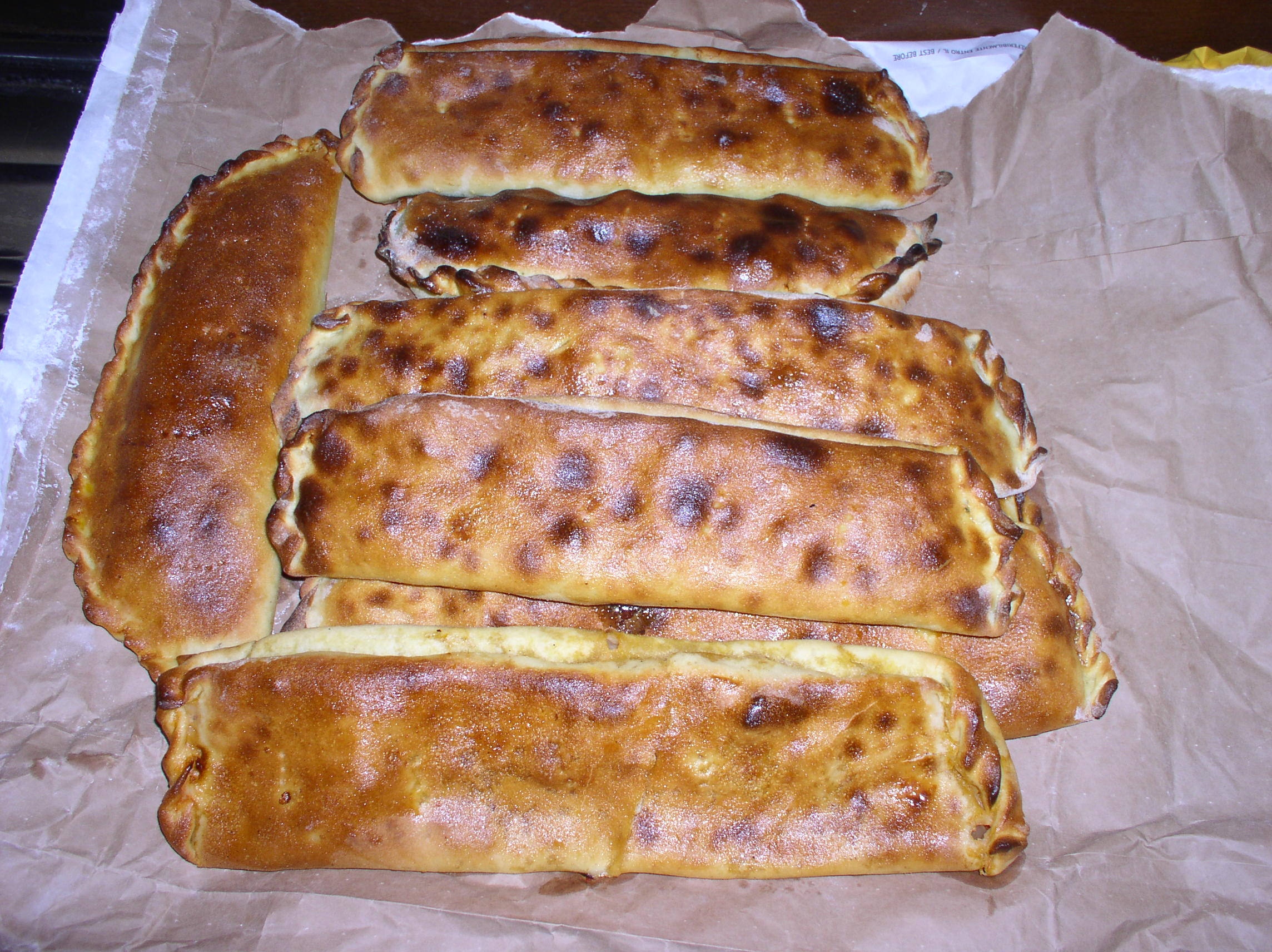
Scàccia

Die Scàccia ist ein traditionelles Gericht der sizilianischen Küche. Sie zählt zu den Zwischenmahlzeiten oder Vorspeisen.
Das Gericht besteht aus einer rechteckigen, dünnen Teigschicht, die der Länge nach zusammengefaltet, je nach Region unterschiedlich gefüllt und im Ofen gebacken wird. Häufig verbreitet ist die Scàccia câ cipudda e ricotta mit Zwiebeln und Ricotta.
Die gefaltete Teigdecke wird entlang der Längsseite gefüllt und zusammengedrückt. Die kurzen Seiten geben einen Blick auf die verschiedenen Füllungen frei und werden erst vor dem Backen geschlossen.
Die Scàccia ist etwa 25 cm lang und 10 cm breit. In Bars werden kleinere Variationen von 15 cm Länge und 8 cm Breite angeboten. Dazu werden Arancini gereicht.